# تایفور دیانه
تایفور دیانه (انگلیسی: Taifour Diané؛ زادهٔ ۱ نوامبر ۱۹۷۲) بازیکن سابق و مربی فوتبال اهل گینه است.
از باشگاه‌هایی که در آن بازی کرده است می‌توان به باشگاه فوتبال آلمانیا آخن، باشگاه فوتبال بروسیا مونشن‌گلادباخ، باشگاه فوتبال بایر ۰۴ لورکوزن، باشگاه فوتبال زاربروکن، و باشگاه فوتبال الفرسبرگ اشاره کرد.
وی همچنین در تیم ملی فوتبال گینه بازی کرده است.